# Лике
Лике су насељено место у Босни и Херцеговини у граду Сребренику у Тузланском кантону које административно припада Федерацији Босне и Херцеговине. Према попису становништва из 1991. у насељу је живело 315 становника.

## Становништво
По последњем службеном попису становништва из 1991. године, у насељу Лике је живело 315 становника. Сви становници су били Муслимани. Муслимани се данас углавном изјашњавају као Бошњаци.